# Оливер VII
Оливер VII роман је мађарскога писца Антала Серба из 1942. године. Главни јунак је млади краљ измишљене државе Алтурије, заљубљеник у књиге и уметност. Он ће исценирати државни удар на самога себе, како би побегао у Венецију и осетио чари стварног живота, након чега ће бити принуђен да сам изведе контрареволуцију и себе врати на престо.
Ово ремек-дело мађарске књижевности на српски језик је превео 2016. године Арпад Вицко за издавачку кућу Лагуна, издато на латиничном писму.